# Salomona
Salomona is een geslacht van rechtvleugeligen uit de familie sabelsprinkhanen (Tettigoniidae). De wetenschappelijke naam van dit geslacht is voor het eerst geldig gepubliceerd in 1853 door Blanchard.

## Soorten
Het geslacht Salomona omvat de volgende soorten:
- Salomona abbreviata Karny, 1907
- Salomona affine Willemse, 1959
- Salomona antennata Redtenbacher, 1891
- Salomona arjana Willemse, 1959
- Salomona aroensia Willemse, 1959
- Salomona atrifrons Willemse, 1959
- Salomona atrosignata Willemse, 1959
- Salomona bicolor Kuthy, 1910
- Salomona bispinosa Willemse, 1959
- Salomona borneensis Willemse, 1959
- Salomona bradleyniana Willemse, 1959
- Salomona brongniarti Brunner von Wattenwyl, 1898
- Salomona brunniceps Willemse, 1959
- Salomona burgersia Willemse, 1959
- Salomona conspersa Stål, 1877
- Salomona coriacea Redtenbacher, 1891
- Salomona dilatata Willemse, 1959
- Salomona dublona Willemse, 1951
- Salomona exinsula Willemse, 1966
- Salomona extrema Willemse, 1959
- Salomona francoisi Brongniart, 1897
- Salomona furcata Willemse, 1959
- Salomona gamma Redtenbacher, 1891
- Salomona godeffroyi Pictet, 1888
- Salomona guamensis Hebard, 1922
- Salomona hieroglyphica Willemse, 1959
- Salomona immaculata Willemse, 1959
- Salomona incerta Willemse, 1959
- Salomona intermedia Willemse, 1961
- Salomona inusta Brunner von Wattenwyl, 1898
- Salomona karnya Willemse, 1959
- Salomona keyensia Willemse, 1959
- Salomona laevifrons Redtenbacher, 1891
- Salomona laticeps Haan, 1842
- Salomona limbata Karny, 1907
- Salomona liturata Redtenbacher, 1891
- Salomona macrocephala Montrouzier, 1855
- Salomona maculata Karny, 1907
- Salomona maculifrons Stål, 1877
- Salomona marmorata Blanchard, 1853
- Salomona megacephala Haan, 1842
- Salomona nigra Willemse, 1959
- Salomona nigrifrons Willemse, 1923
- Salomona nigripes Hebard, 1922
- Salomona notata Willemse, 1959
- Salomona obscura Giebel, 1861
- Salomona ogatai Shiraki, 1930
- Salomona papuasica Willemse, 1961
- Salomona picteti Brongniart, 1897
- Salomona ponapensis Vickery & Kevan, 1999
- Salomona pupus Saussure, 1888
- Salomona redtenbacheri Brongniart, 1897
- Salomona richardsi Naskrecki & Rentz, 2010
- Salomona rouxi Karny, 1914
- Salomona rugifrons Walker, 1869
- Salomona saussurei Brongniart, 1897
- Salomona sculptile Willemse, 1959
- Salomona solida Walker, 1869
- Salomona sparsa Walker, 1869
- Salomona striolata Karny, 1907
- Salomona suturalis Redtenbacher, 1891
- Salomona tetra Walker, 1869
- Salomona transita Willemse, 1959
- Salomona triangularis Brunner von Wattenwyl, 1898
- Salomona trimaculata Willemse, 1959
- Salomona trivittata Willemse, 1959
- Salomona truncata Redtenbacher, 1891
- Salomona uncinata Carl, 1908
- Salomona ustulata Redtenbacher, 1891
- Salomona vittata Kuthy, 1910
- Salomona vittifrons Walker, 1869
- Salomona wollastonia Willemse, 1959